# Tetridia
Tetridia is een geslacht van vlinders van de familie grasmotten (Crambidae), uit de onderfamilie van de Pyraustinae. Dit geslacht is voor het eerst beschreven door William Warren in 1890.

## Soorten
- Tetridia vinacealis (Moore, 1877)